# Riccardo Piatti
Riccardo Piatti, né le 8 novembre 1958 à Côme, est un entraîneur de tennis italien. Il a entraîné plusieurs joueurs qui se sont classés dans le top 10 mondial de l'ATP, dont Ivan Ljubičić, Novak Djokovic, Richard Gasquet, Jannik Sinner et Milos Raonic.

## Biographie
Fils d'une enseignante, son père possède une entreprise de tissage. Riccardo Piatti a été formé au coaching à Rome puis est parti se perfectionner à l'académie de Bollettieri ainsi qu'à celle de John Newcombe.
Il a commencé sa carrière d'entraîneur de tennis auprès de la Fédération italienne en 1988 en charge d'un groupe de joueurs italiens composé de Renzo Furlan, Cristiano Caratti et Cristian Brandi. Il crée par la suite sa propre structure qui comprend également Omar Camporese et Stefano Pescosolido.
Piatti est notamment connu pour avoir entraîné Ivan Ljubičić. Leur collaboration commence en juin 1997, quand ce dernier n'est classé que 954e et s'arrête en 2012 à la retraite du joueur croate. Piatti a mené Ljubičić au troisième rang mondial.
Entre l'automne 2005 et avril 2006, il collabore avec Novak Djokovic, alors âgé de 18 ans. À la même période, il travaille avec Fabio Fognini, Andreas Seppi et Simone Bolelli. Depuis 2008, il décide de mettre sa vaste expérience au service des jeunes talents et de leurs formateurs, en organisant des ateliers en Italie et en Europe et en travaillant comme consultant pour de nombreux clubs de tennis.
En 2013, il entraîne le français Richard Gasquet, qui a atteint un excellent classement  cette année-là,( 9e, son meilleur classement de 7eme a été atteint en 2007 ), lui permettant ainsi de se qualifier pour le Masters de Londres. Le 1er décembre, il entame une collaboration avec Milos Raonic, qu'il entraîne avec son ancien joueur Ivan Ljubičić. Raonic atteint alors la place de 11e mondial au classement ATP. Avec Piatti, le joueur canadien atteint son meilleur classement ATP (3e mondial). Ils annoncent la fin de leur collaboration en novembre 2017.
Par la suite, Riccardo Piatti a entraîné Borna Ćorić ainsi que Maria Sharapova dans les derniers mois de sa carrière. En 2018, il crée le Piatti Tennis Center à Bordighera dont l'objectif est la formation et la préparation des athlètes professionnels et de jeunes talents qui se dirigent vers une carrière de joueur de tennis professionnel. Il est également responsable des garçons de moins de 16 ans auprès de la Fédération italienne de tennis.
L'entraîneur italien a ensuite entraîné son compatriote Jannik Sinner, de ses 13 à 20 ans. Lors de leur collaboration, Sinner a gagné 5 titres ATP, et atteint deux quarts de finale en Grand Chelem. Sinner termine l'année 2020 au 10e rang mondial. La collaboration s'achève en février 2022.
Depuis 2024, il entraîne Gabriel Debru, une pépite française de 19 ans.